# 蒂米什河
蒂米什河（羅馬尼亞語：râul Timiş）是羅馬尼亞西部、塞爾維亞北部的一條河流，多瑙河左支。全長339.8公里，流面積13,085平方公里。
起源於南喀爾巴阡山脈，向東南—西南—西北流經巴納特地區，再以東南方在潘切沃以下注入多瑙河幹流。
流經其他主要城市有盧戈日。